# Philip Antonakakis
Philip Antonakakis (født 15. september 1969) er en dansk skuespiller.
Philip Antonakakis er uddannet på Michael Chekov Studio i Århus i 1996.

## Tv-serier
- Anna Pihl (2006)
- Forbrydelsen (2007)